# Tréguier (archidiaconé)
Pour les articles homonymes, voir Tréguier (homonymie).
L'archidiaconé de Tréguier est une archidiaconé breton.

## Aspects juridiques
Il relève de l'évêché de Dol.

## Subdivision
Il comprenait les paroisses suivantes :
- Belle-Isle-en-Terre, et sa trève Locmaria
- Berhet
- Botlézan, et sa trève Lanneven
- Bourbriac, et sa trève Saint-Adrien
- Brélévenez
- Brélidy
- Buhulien
- Camlez
- Cavan, et sa trève Caouënnec
- Châtelaudren
- Coatascorn
- Coatréven
- Gommenec'h
- Goudelin, et sa trève Bringolo
- Guénézan, sa trève Saint-Sauveur et sa chapelle Bégard
- la ville de Guingamp avec 4 paroisses : La Trinité, Notre-Dame, Sainte-Croix et Saint-Sauveur
- Gurunhuel
- Hengoat, et sa trève Pouldouran
- La Roche-Derrien
- Landebaëron
- Langoat
- Lanmérin
- Lannion
- Lanvézéac
- Le Faouët
- Le Merzer
- Louannec, et sa trève Kermaria-Sulard
- Louargat, et sa trève Saint-Eloi
- Mantallot
- Pédernec, et ses trèves Moustéru et Tréglamus
- Penvénan
- Plésidy, et ses trèves Saint-Fiacre, Saint-Péver et Senven-Léhart
- Pleubian, et sa trève Kerbors
- Pleudaniel
- Pleumeur-Bodou
- Pleumeur-Gautier, et sa trève Lézardrieux
- Ploëzal, et sa trève Saint-Yves_de_Pontrieux
- Plouagat, ses trèves Lanrodec et Saint-Jean-Kerdaniel et sa chapelle Boqueho
- Plouëc, et sa trève Runan
- Plougrescant
- Plouguiel
- Plouisy, et ses trèves Grâces et Saint-Michel_de_Guingamp
- Ploumagoar, et ses trèves Pabu et Saint-Agathon
- Pluzunet
- Pommerit-Jaudy, et ses trèves L'Île-Loy et Saint-Gilles-les-Bois
- Pommerit-le-Vicomte
- Pont-Melvez
- Prat, et ses trèves La Fougeraie et Trévoazan
- Quemper-Guézennec, et ses trèves Notre-Dame_de_Pontrieux et Saint-Clet
- Quemperven
- Rospez
- Saint-Laurent
- Saint-Quay-Perros
- Servel
- Squiffiec, et sa trève Kermoroc'h
- Tonquédec
- Trébeurden
- Trédarzec
- Trégastel
- Trégonneau
- Trégrom
- Trélévern
- Trévérec
- Trézélan, et sa trève Saint-Norvez
- Trézény
- Troguéry